# 大谷尚文
大谷 尚文（おおたに なおふみ、1947年9月 - ）は、日本のフランス文学者、石巻専修大学人間学部名誉教授。
1972年東北大学仏文科卒、1975年同大学院修士課程修了、弘前大学教養部講師、助教授、教授、石巻専修大学理工学部教授、人間学部教授を歴任。
ボードレールを専攻するが、ツヴェタン・トドロフなどのフランス哲学・文芸批評を多く翻訳する。

## 翻訳
- 他者の記号学 アメリカ大陸の征服 及川馥・菊地良夫共訳 法政大学出版局 1986.12 (叢書・ウニベルシタス)
- 歴史とデカダンス ピエール・ショーニュー 法政大学出版局 1991.9 (叢書・ウニベルシタス)
- 政治という虚構 ハイデガー、芸術そして政治 フィリップ・ラクー＝ラバルト 浅利誠共訳 藤原書店 1992.4
- 風景画家レンブラント 新しいヴィジョン エリック・ラルセン 尾崎彰宏共訳 法政大学出版局 1992.12 (叢書・ウニベルシタス)
- 歴史のモラル ツヴェタン・トドロフ  法政大学出版局 1993.6 (叢書・ウニベルシタス)
- アステカ帝国滅亡記 インディオによる物語 ジョルジュ・ボド、ツヴェタン・トドロフ編 菊池良夫共訳 法政大学出版局 1994.8 (叢書・ウニベルシタス)
- 個人について ポール・ヴェーヌ他 法政大学出版局 1996.1 (叢書・ウニベルシタス)
- 母の刻印 イオカステーの子供たち クリスティアーヌ・オリヴィエ 法政大学出版局 1996.7 (りぶらりあ選書)
- 他者の記号論 アメリカ大陸の征服 ツヴェタン・トドロフ 菊地良夫共訳 法政大学出版局 1996.12 (叢書・ウニベルシタス)
- フランスの悲劇 1944年夏の市民戦争 トドロフ 法政大学出版局 1998.1 (叢書・ウニベルシタス)
- 共同生活 一般人類学的考察 ツヴェタン・トドロフ 法政大学出版局 1999.2 (叢書・ウニベルシタス)
- 恥 社会関係の精神分析 セルジュ・ティスロン 津島孝仁共訳 法政大学出版局 2001.3 (叢書・ウニベルシタス)
- ミハイル・バフチン 対話の原理 ツヴェタン・トドロフ 法政大学出版局 2001.10 (叢書・ウニベルシタス)
- 空虚の時代 現代個人主義論考 ジル・リポヴェツキー 佐藤竜二共訳 法政大学出版局 2003.12 (叢書・ウニベルシタス)
- 母と娘の精神分析 イヴの娘たち クリスティアーヌ・オリヴィエ 柏昌明共訳 法政大学出版局 2003.6 (りぶらりあ選書)
- イラク戦争と明日の世界 ツヴェタン・トドロフ 法政大学出版局 2004.3
- 人類の記憶 先史時代の人間像 アンリ・ド・サン=ブランカ 法政大学出版局 2005.12 (りぶらりあ選書)
- 悪の記憶・善の誘惑 20世紀から何を学ぶか トドロフ 法政大学出版局 2006.6 (叢書・ウニベルシタス)
- 絶対の冒険者たち ツヴェタン・トドロフ 法政大学出版局 2008.3 (叢書・ウニベルシタス)
- アメリカという敵 フランス反米主義の系譜学 フィリップ・ロジェ他 法政大学出版局 2012年7月 (叢書・ウニベルシタス)
- 他者の記号論 アメリカ大陸の征服〈新装版〉 ツヴェタン・トドロフ 及川馥・菊地良夫共訳 法政大学出版局 2014.6 (叢書・ウニベルシタス)
- 民主主義の内なる敵　ツヴェタン・トドロフ　みすず書房　2016.7
- 野蛮への恐怖、文明への怨念　ツヴェタン・トドロフ　小野潮共訳　新評論　2020.8